# Castello di Charlottenhof
Il castello di Charlottenhof (in tedesco Schloss Charlottenhof) è un edificio posto all'interno del parco di Sanssouci, nella città tedesca di Potsdam.
In considerazione della sua importanza storica e architettonica, è posto sotto tutela monumentale (Denkmalschutz); inoltre, come tutto il parco di Sanssouci, è parte del patrimonio dell'umanità UNESCO denominato «Palazzi e parchi di Potsdam e Berlino».

## Storia
Fu costruito dal 1756 al 1758 da Johann Gottfried Büring come casa padronale di campagna.
La tenuta venne acquisita nel 1825 dal principe ereditario Federico Guglielmo, che incaricò l'architetto Schinkel di ridisegnare l'edificio in stile neoclassico trasformandolo in residenza estiva; i lavori ebbero inizio nel 1826 e si conclusero nel 1828.
I giardini furono disegnati dal paesaggista Lenné e contengono al loro interno l'edificio dei bagni romani (Schinkel e Persius, 1829-36) e la Fasanerie (Persius, 1842-44).